# Шестов, Алексей Петрович
Алексей Петрович Шестов (1908—1965) — советский химик-органик, директор НИОПИК (1947—1965). Кандидат технических наук, лауреат Сталинской премии (1952).

## Биография
Алексей Шестов родился в 1908 году в городе Боровске Калужской губернии. В 1930 году окончил Московское высшее техническое училище имени Н. Э. Баумана.
После окончания МВТУ работал на Дорогомиловском химическом заводе. Занимал должности цехового работника, начальника цеха, затем — начальника центральной заводской лаборатории. Занимался производством полупродуктов и красителей.
С 1947 года и до конца жизни занимал должность директора НИОПИК. Занимался развитием анилино-красочной промышленности.
В 1952 году в составе коллектива был удостоен Сталинской премии третьей степени «за коренное изменение методов производства полупродуктов для красителей».
Умер 1 ноября 1965 года. Похоронен на Рогожском кладбище Москвы.